# Осипович, Николай Николаевич
Николай Николаевич Осипович (бел. Мікалай Мікалаевіч Асіповіч; род. 29 мая 1986) — бывший белорусский футболист, защитник.

## Клубная карьера
Воспитанник клуба «Молодечно-2002». Профессиональную карьеру начал в 2003 году в команде «МТЗ-РИПО». За время пребывания в столичном клубе дважды был отдан в арендыː латышский «Динабург» (2005) и гродненский «Неман». В 2010 году защищал цвета солигорского «Шахтёра». В следующем году вернулся в столицу и играл за одноименный клуб. С 2012 по 2014 года выступал за команду «Городея». С 2015 по 2018 год выступал за второлиговый клуб «Узда».

## Карьера за сборную
Единственный матч за национальную сборную Беларусь для Николая состоялся 4 февраля 2008 года против сборной Армении на международном турнире Мальты.
| №     | Дата           | Оппонент | Счёт | Голы | Пасы | Карточки | Минуты  | Соревнование             |
| ----- | -------------- | -------- | ---- | ---- | ---- | -------- | ------- | ------------------------ |
| 1e-06 |                |          |      |      |      |          |         | Игрок команды «МТЗ-РИПО» |
| 1     | 4 февраля 2008 | Армения  | 1:2  | —    | —    | 67'      | 45' 46' | Турнир на Мальте 2008    |

Итого: сыграно матчей: 1 / забито голов: 0; победы: 0, ничьи: 0, поражения: 1.

## Достижения
- Обладатель Кубка Беларуси (1): 2008